# Encarsia

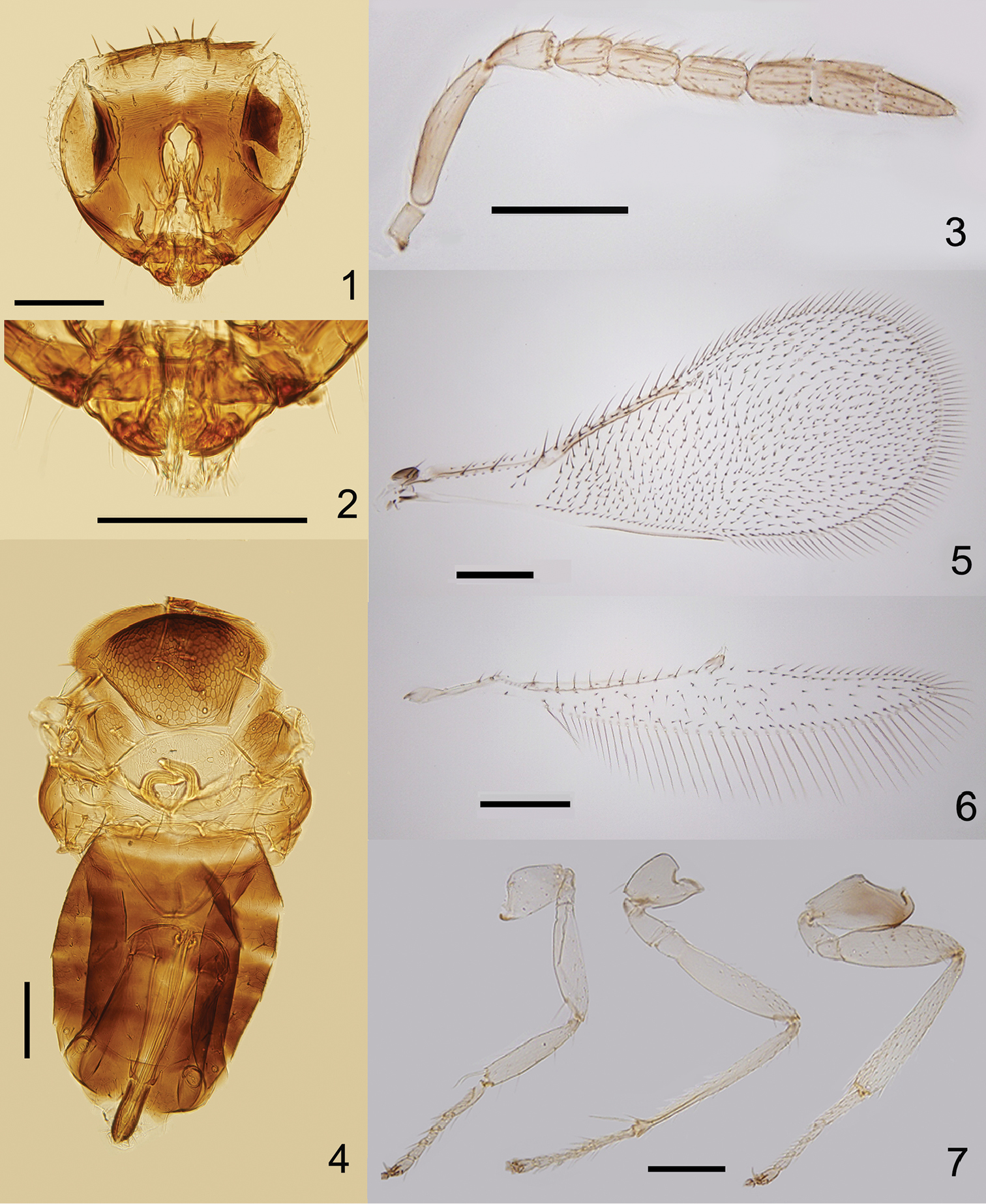
Encarsia baoshana

Encarsia es un género numeroso de avispillas parasitoides de la familia Aphelinidae. Es un género muy diverso con más de 400 especies descritas a principios del siglo XXI y de distribución mundial. Quedan muchas especies por describir y se calcula que sus números son varias veces mayores que el total de especies descritas. Encarsia es un género muy complejo, con ejemplares que tienen variabilidad intra e interespecífica, lo que dificulta su clasificación.
El adulto mide de uno a dos mm de largo. Son principalmente parasitoides de los estadios sésiles de insectos del suborden Sternorrhyncha, especialmente de las moscas blancas (familia Aleyrodidae) y de insectos escamas (familia Diaspididae). Unas pocas especies parasitan pulgones o áfidos, huevos de chinches metálicas, Plataspidae y huevos de Lepidoptera. Las hembras se desarrollan principalmente como endoparasitoides y los machos son más comúnmente hiperparasitoides de la misma o de otras especies. Este tipo de dimorfismo sexual con respecto a especies hospederas ocurre en un número de otras especies.
Muchas especies de Encarsia son de importancia económica porque sirven de controles biológicos especialmente en horticultura y en invernaderos. Muchas tienen huéspedes especializados lo cual es importante en el uso de controles biológicos. 

## Especies usadas como controles bioológicos
- Encarsia berlesei en Pseudaulacaspis pentagona[6]
- Encarsia bimaculata en Bemisia tabaci[7]
- Encarsia clypealis en  mosca negra de los cítricos (Aleurocanthus woglumi)[8]
- Encarsia formosa en mosca blanca de los invernaderos (Trialeurodes vaporariorum)[9]
- Encarsia harrisoni en Lepidosaphes gloverii[6]
- Encarsia inaron en  mosca blanca de la col (Aleyrodes proletella)[10] y en Siphoninus phillyreae[11]
- Encarsia lahorensis en Dialeurodes citri[6]
- Encarsia lutea en  Bemisia tabaci/Bemisia argentifolii y en Trialeurodes vaporariorum[12]
- Encarsia pergandiella en Bemisia tabaci[13]
- Encarsia perniciosi en  piojo de San José (Aspidiotus perniciosus)[6]
- Encarsia perplexa (sin. Encarsia opulenta) en Aleurocanthus woglumi[14]
- Encarsia sophia en Trialeurodes variabilis y en Bemisia tabaci[15]
- Encarsia tricolor en Aleyrodes proletella[10]